# Ciudad Vieja, Montevideo
Ciudad Vieja (hrv. Stari grad) ime je najstarije četvrti (barrio) u Montevideu, glavnom gradu Urugvaja. To je povijesna četvrt u kojoj se nalaze mnoge kulturne znamenitosti grada, pa se smatra povijesnim dijelom grada. Četvrt je poznata i po nagloj urbanizaciji, pa se uz stare zgrade, crkve i parkove izgradilo i mnoštvo nebodera, trgovina i noćnih klubova, po kojima je Ciudad Vieja i poznata. Četvrt je i mjesto održavanja poznatog gastronomskog sajma "Mercado del Puerto", a u njoj se nalazi i glavna gradska pomorska luka, koja je jedna od najvećih na jugu Južne Amerike.
U četvrti se nalaze neke od najljepših zgrada iz kolonijalnog razdoblja i prvih desetljeća urugvajske neovisnosti. Među njima se ističu 
Metropolitanska katedrala, župna crkva sv. Franje Asiškog, Palača Estévez, Museo Torres García i nekoliko drugih muzeja te Nacionalni mesni institut, središte državne institucije za provjeru kvalitete mesa na urugvajskom tržištu.

## Vanjske poveznice
- (šp.) Uruguay-fotos.com: Ciudad Vieja, Montevideo - Fotografije  Arhivirana inačica izvorne stranice od 9. travnja 2016. (Wayback Machine)
- (šp.) Povijest četvrti (barrio)